# Metalowiec
Metalowiec – osiedle administracyjne Skarżyska-Kamiennej, usytuowane w zachodniej części miasta.
Osiedle obejmuje tereny na zachód od torów kolejowych w rejonie ulicy Metalowców, między ulicą Paryską a Aleją Niepodległości na osi północ-południe oraz między ulicą Krasińskiego a ulicą Krakowską na osi wschód-zachód.

## Zasięg terytorialny
Osiedle obejmuje następujące ulice: Akacjowa; Bernatka; Budowlanych; Bukowa; Energetyków; Jaworowa; Jesionowa; Kasztanowa; Klonowa; Krakowska od nr 118 do nr 140 (parzyste); Krasińskiego od nr 1 do nr 7 (nieparzyste) i nr 9a; Legionów od nr 1 do nr 61 (nieparzyste); Lipowa; Metalowców; Mostowa; Aleja Niepodległości od nr 1 do nr 57 (nieparzyste); Niska od nr 2 do nr 8 (parzyste) i od nr 1 do nr 9 (nieparzyste); Odlewnicza; Paryska od nr 152 do końca (parzyste); Tokarska; Topolowa; Torowa; Urzędnicza.